# 2931 Mayakovsky
2931 Mayakovsky (1969 UC) là một tiểu hành tinh vành đai chính được phát hiện ngày 16 tháng 10 năm 1969 bởi L. Chernykh ở Nauchnyj.